# گیمل‌والد

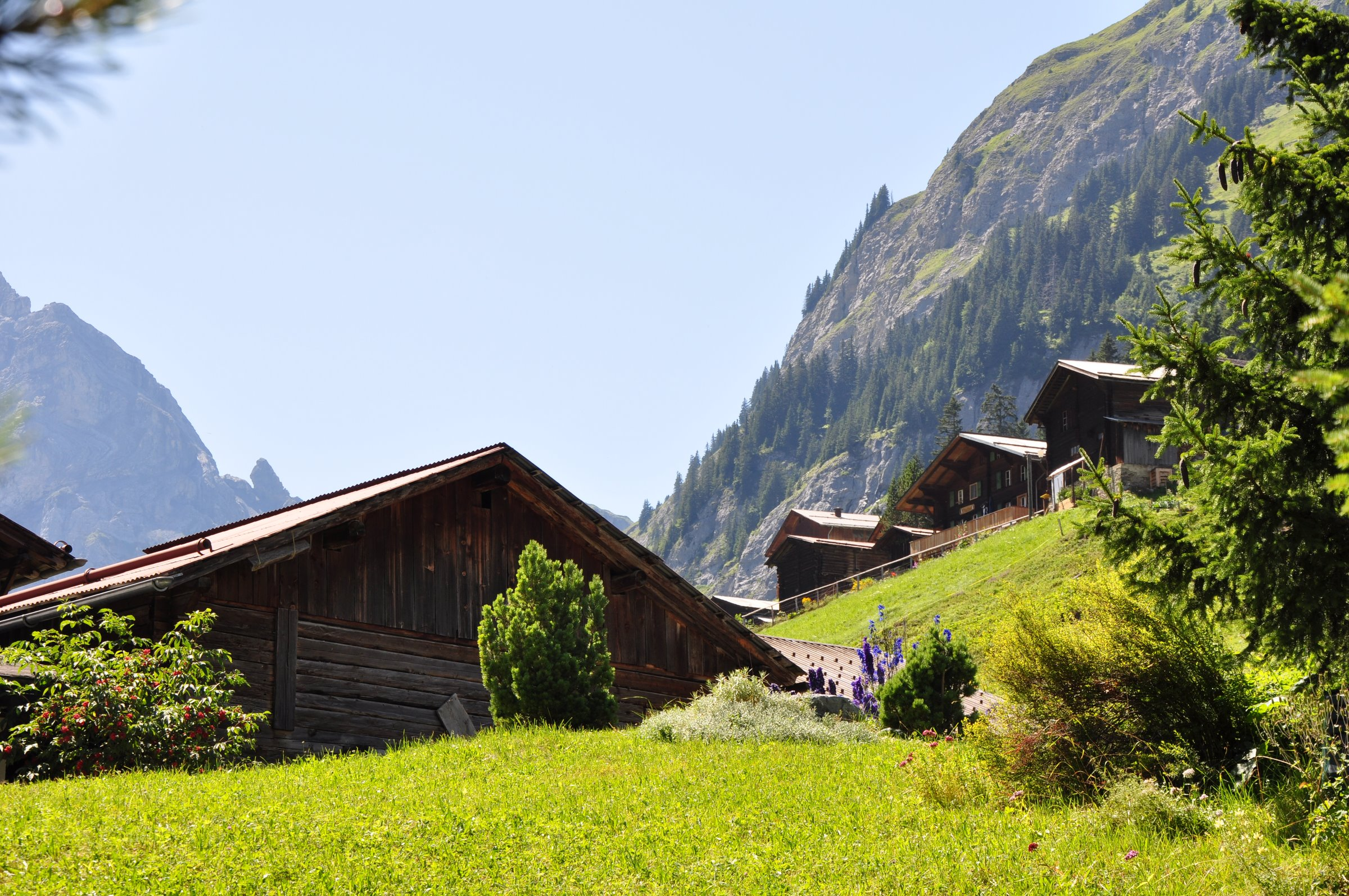
نمایی از روستای گیمل‌والد در کانتون برن، سوئیس - ۲۰۰۹

گیمل‌والد (به لاتین: Gimmelwald) یک روستا در سوئیس است که در کانتون برن واقع شده‌است. گیمل‌والد ۱۳۰ نفر جمعیت دارد.